# Tháng 7 năm 2008
Trang này liệt kê những sự kiện quan trọng vào tháng 7 năm 2008.

## Thứ năm, ngày3 tháng 7
- Cựu ứng cử viên tổng thống Colombia, bà Íngrid Betancourt được giải cứu sau 6 năm bị lực lượng FARC bắt làm con tin.

## Thứ bảy, ngày5 tháng 7
- Hòa thượng Thích Huyền Quang (s. 1919), vị tăng thống thứ tư của Giáo hội Phật giáo Việt Nam Thống nhất, viên tịch tại Bình Định.

## Chủ nhật, ngày13 tháng 7
- Thủ tướng Thái Lan Samak Sundaravej cho biết sẽ tiến hành sửa đổi hiến pháp nhằm ngăn chặn nguy cơ Tòa án Tối cao giải tán Đảng Quyền lực Nhân dân (PPP) cầm quyền.

## Thứ hai, ngày14 tháng 7
- Các thành viên Liên minh châu Âu và các quốc gia lân cận Địa Trung Hải thiết lập Liên minh Địa Trung Hải với 43 thành viên.
- Tòa án Hình sự Quốc tế (ICC) cáo buộc Tổng thống Sudan Omar al-Bashir tội diệt chủng tại Darfur.
- Hoa hậu Venezuela Dayana Mendoza đăng quang Hoa hậu Hoàn vũ 2008 tại Nha Trang, Việt Nam.

## Thứ năm, ngày17 tháng 7
- Bão Kalmaegi tàn phá Philippines, Đài Loan, và Trung Quốc, làm thiệt mạng ít nhất 15 người.

## Thứ hai, ngày21 tháng 7
- Sau 12 năm lẩn trốn, ông Radovan Karadžić, lãnh tụ người Serbi ở Bosna và Hercegovina bị bắt tại Serbia vì những cáo buộc về tội ác chiến tranh.

## Chủ nhật, ngày27 tháng 7
- Tổng thống Zimbabwe Robert Mugabe và lãnh tụ phe đối lập Morgan Tsvangirai thỏa thuận đàm phán về khủng hoảng chính trị sau cuộc bầu cử tổng thống.
- Ram Baran Yadav của Đảng Quốc hội Nepal thắng cử trong cuộc bầu cử tổng thống ở Nepal, thắng Ram Raja Prasad Singh của Đảng Cộng sản Nepal (Chủ nghĩa Mao).

## Thứ ba, ngày29 tháng 7
- Tay đua Tây Ban Nha Carlos Sastre thắng cuộc Tour de France 2008.
- Các cuộc đàm phán thương mại của Tổ chức Thương mại Thế giới đã sụp đổ sau khi các nước phát triển và đang phát triển không thể thông nhất được các vấn đề liên quan tới thị trường nông sản.